# Roland Rotherham

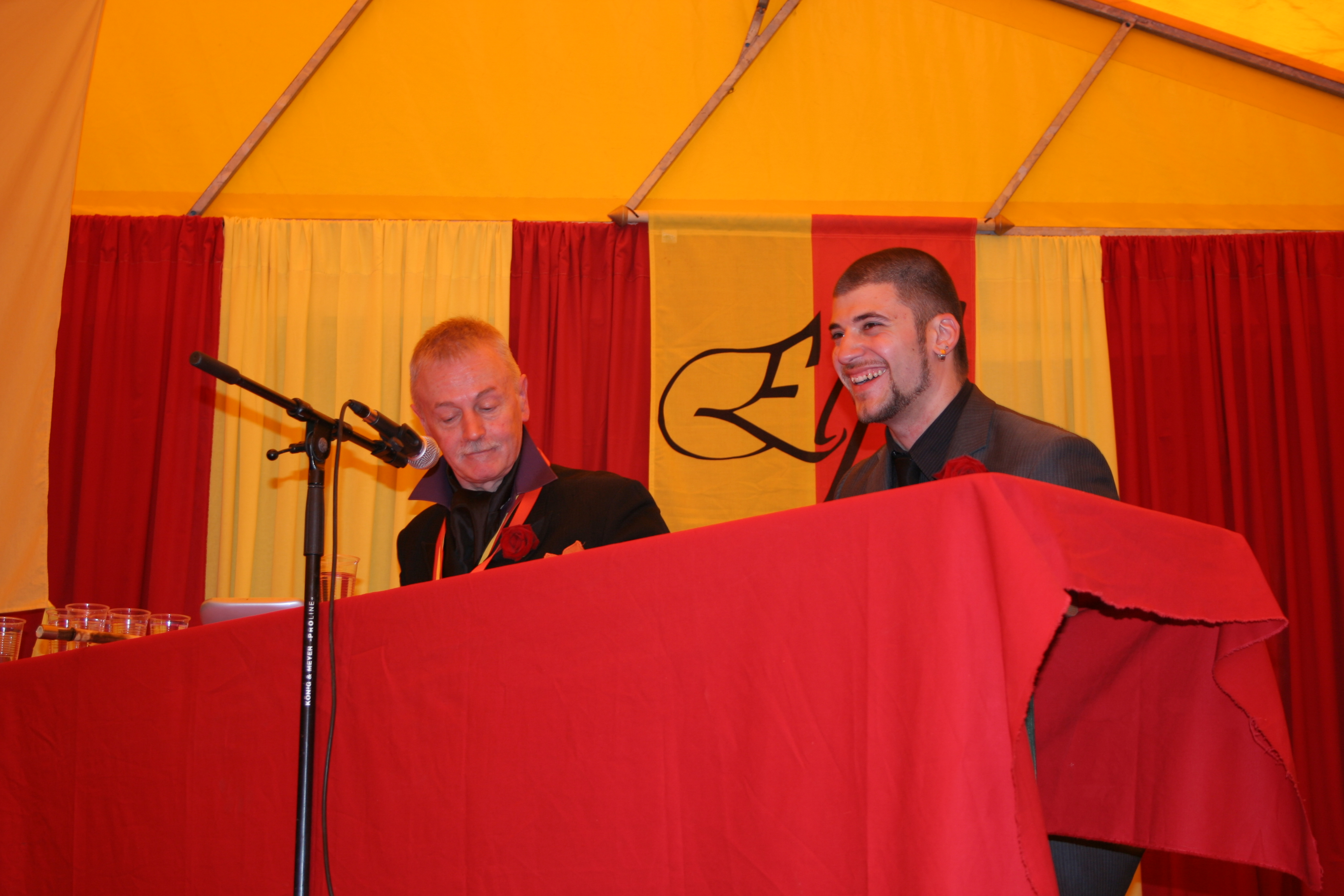
Rotherham (links) op de Elf Fantasy Fair in 2010

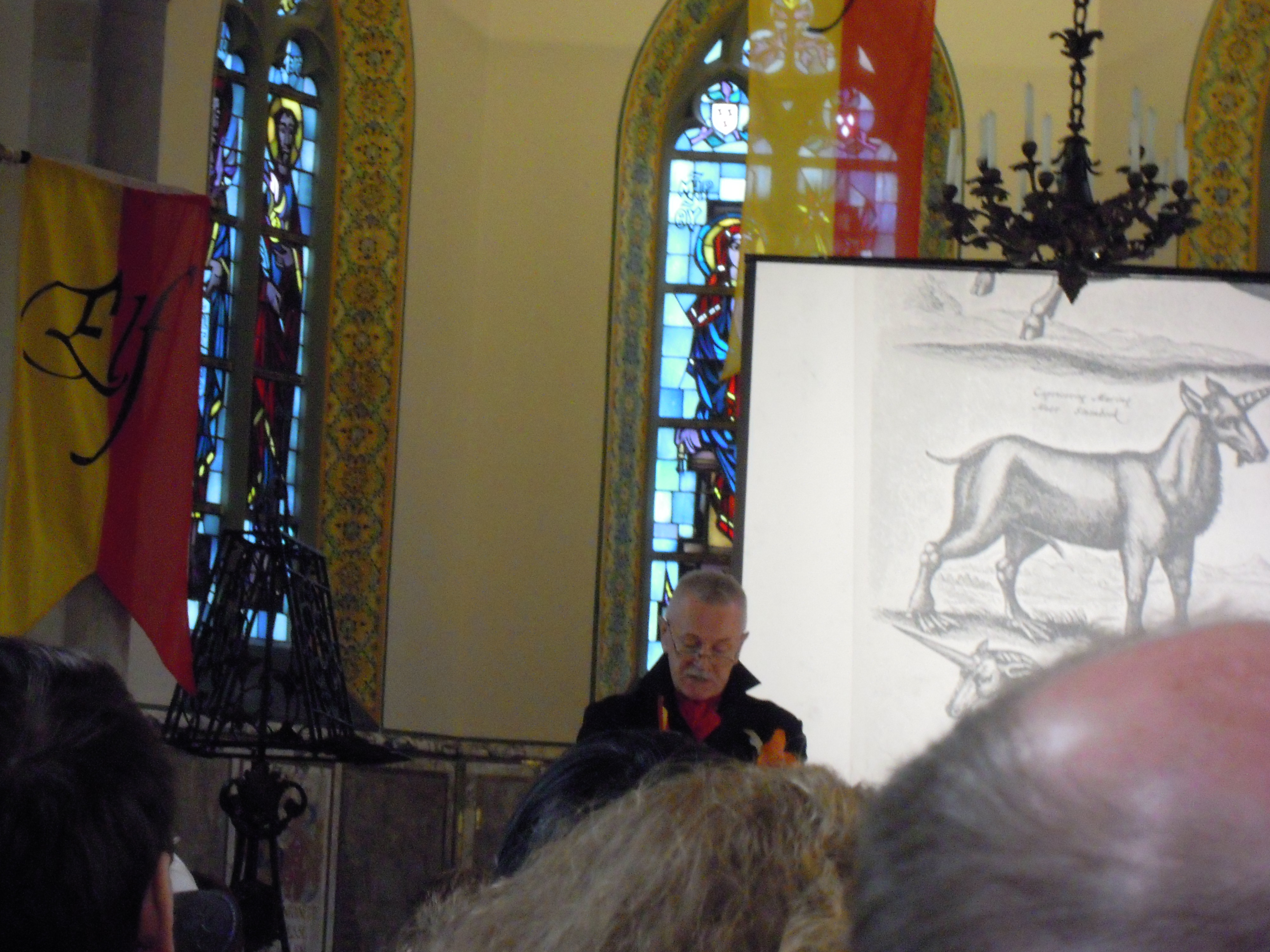
Rotherham geeft een lezing tijdens de Elf Fantasy Fair in 2011

Roland Rotherham (bijgenaamd Roly of The Doctor) is een Brits schrijver die gespecialiseerd is in (pre-)middeleeuwse legenden en sagen, met name die verband hebben met Koning Arthur, Merlijn en Glastonbury. Hij is ook een expert op het gebied van historisch koken.
Hij is een lid van het Institute of Heraldic and Genealogical Studies en de Experimental Food Society.
In Nederland is hij vooral bekend vanwege zijn lezingen bij fantasygerelateerde evenementen als de Elf Fantasy Fair bij Kasteel De Haar en de Midwinter Fair in het Archeon.